# Stiftung Offshore-Windenergie
Die Stiftung der deutschen Wirtschaft für die Nutzung und Erforschung der Windenergie auf See (kurz: Stiftung OFFSHORE-WINDENERGIE) ist eine Stiftung des bürgerlichen Rechts mit Sitz in Varel. Sie soll die Rolle der Offshore-Windenergie als aktive Klimapolitik vor dem Hintergrund der nachhaltigen Stromerzeugung stärken und die Forschung und Entwicklung sowie den Ausbau von großen und leistungsfähigen Offshore-Windparks in Deutschland und Europa vorantreiben.

## Gründung
Die Stiftung wurde 2005 auf Initiative und unter Moderation des Bundesministeriums für Umwelt, Naturschutz und Reaktorsicherheit (BMU) mit Unterstützung der deutschen Küstenländer und der Wirtschaft (Betreiber und Hersteller von Offshore-Windenergieanlagen) gegründet.

## Struktur der Stiftung
Jens Eckhoff ist der Präsident der Stiftung und Ursula Prall, Jörg Kuhbier, Knud Rehfeldt und Jörgen Thiele gehören dem Vorstand der Stiftung an. Der Präsident leitet dessen Sitzungen und repräsentiert die Stiftung nach außen. Der Vorstand hat für die dauernde und nachhaltige Erfüllung des Stiftungszwecks zu sorgen. Er führt die Geschäfte der Stiftung im Rahmen der Beschlüsse des Stiftungskuratoriums. Außerdem wurde ein Kuratorium für die strategischen Grundsatzentscheidungen und ein wissenschaftlicher Beirat zur Begleitung und Überwachung der Geschäftsleitung und des Vorstandes installiert. Das Kuratorium wählt auch den Präsidenten der Stiftung. Er hat darauf zu achten, dass der Stiftungszweck erfüllt wird.

## Arbeitsfelder
Die wesentliche Stiftungsarbeit besteht aus der Moderation und Leitung von Arbeitsgruppen, Organisation von Gremien zum Thema Offshore-Windenergie, um die Energiewende mit dieser Technologie erfolgreich zu unterstützen. Außerdem werden Studien zu dieser Thematik angeregt und vorangetrieben, um die Öffentlichkeit zu informieren und die Akzeptanz der Offshore-Windenergie zu fördern. Insgesamt werden rund zehn Projekte und Arbeitsgruppen betreut.

### Offshore-Testfeld „alpha ventus“

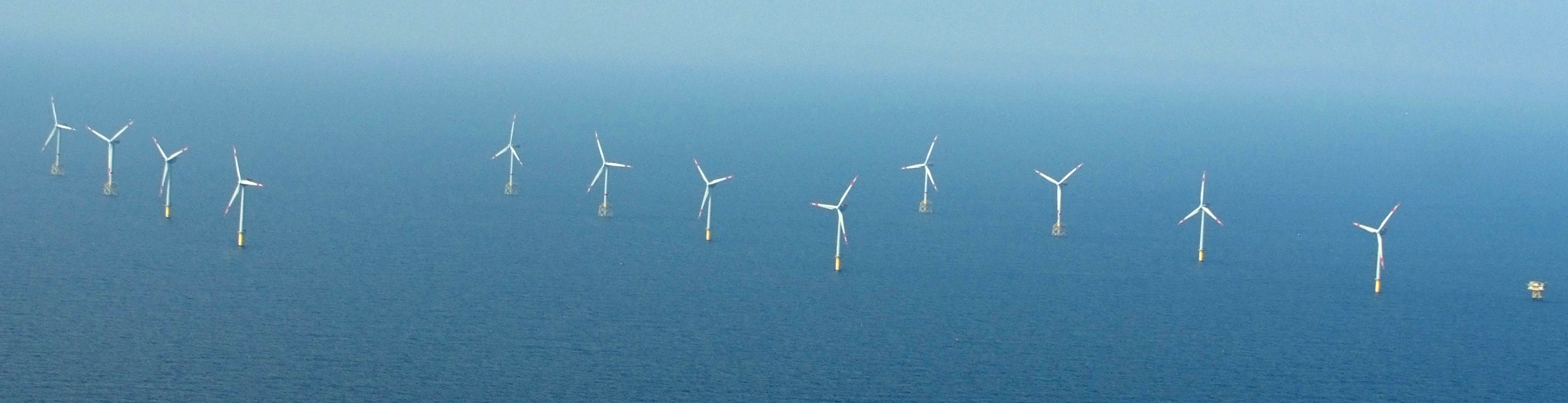
Der Offshore-Windpark alpha ventus von Süden gesehen, rechts die Umspannplattform (Luftbild im Mai 2012)

Der Gesamtprozess von der Idee (2005) bis zur Inbetriebnahme (2010) des Offshore-Testfeldes „alpha ventus“ wurde von der Stiftung moderiert. Die Stiftung ist Inhaberin der Genehmigungsrechte des Offshore-Testfeldes. Der Windpark wird von der Deutschen Offshore Testfeld- und Infrastruktur GmbH & Co. KG (DOTI) betrieben, einer Tochtergesellschaft der Unternehmen EWE AG (47,5 %), E.ON Climate & Renewables GmbH und Vattenfall Europe New Energy GmbH (je 26,25 %).

### Projekt ESRA zur Schallminderung
Acht Errichter und Betreiber deutscher Offshore-Windparks arbeiten seit 2011 unter dem Dach der Stiftung, um die Wirksamkeit verschiedene Methoden zur Schallminderung beim Bau von Offshore-Windkraftanlagen zu erforschen und ggf. weiterentwickeln. Das Programm ist auf acht Monate angelegt. Die Kosten betragen rund 3,9 Mio. € und werden von den Kooperationspartnern zu gleichen Teilen getragen. Der Offshore-Feldversuch wird in der Ostsee nahe Travemünde durchgeführt. Es werden fünf unterschiedliche Verfahren getestet, um die Ausbreitung des Schalls unter Wasser zu mindern.

### Projekt OffWEA
Im Rahmen des Projektes wurde das Bundesministerium für Wirtschaft und Energie bei der weiteren Umsetzung der Offshore-Ausbaustrategie der Bundesregierung unterstützt. So wurden der Ständige Ausschuss Offshore-Windenergie der Bundesregierung mit den Küstenländern (StAOWind) und das Forum Offshore-Windenergie mit den Umwelt- und Naturschutzverbänden (FOWEUM) eingerichtet, um die Information und Abstimmung bezüglich des Ausbaus der Offshore-Windenergie zu optimieren.

### Projekt PROMOTioN
Das EU-Projekt „PROMOTioN“ (Progress on Meshed HVDC Offshore Transmission Networks) analysiert in den kommenden vier Jahren die positiven Effekte, die mit der Entwicklung einer gemeinsamen Offshore-Stromnetzinfrastruktur insbesondere auf Basis einer vermaschten Hochspannungs-Gleichstromübertragungstechnologie (HGÜ) einhergehen. Die Stiftung OFFSHORE-WINDENERGIE ist Projektpartner und ist insbesondere für die Projektkommunikation und das Stakeholdermanagement zuständig. Dazu gehören unter anderem die Entwicklung der Corporate Identity und die Konzeption und Durchführung der Online-Kommunikation.

### Projekt Baltic InteGrid
Im Projekt Baltic InteGrid soll die Planung der Netzinfrastruktur von Offshore-Windparks im Ostseeraum koordiniert werden. Ein vermaschtes Stromnetz in der Ostsee wird von den Projektpartnern als Beitrag zur nachhaltigen Stromerzeugung und Stärkung der Versorgungssicherheit in der Ostseeregion gesehen. Das Projekt wird von der Europäischen Union gefördert, die Projektlaufzeit ist von März 2016 bis Februar 2019.

### Projekt Seeoff
Die Stiftung Offshore-Windenergie ist an Seeoff beteiligt, ein vom Bundeswirtschaftsministerium gefördertes Forschungsvorhaben mit dem Ziel, wirtschaftliche und technische Konzepte zum zukünftigen Rückbau von Offshore-Windparks zu untersuchen.